# Rhumspringe
Rhumspringe là một đô thị thuộc the huyện Göttingen, trong bang Niedersachsen, Đức. Đô thị này có diện tích 9,36 km². Đô thị này thuộc Eichsfeld.